# Flyleaf
Flyleaf (pronunțat [ˈflaɪˌli:f] ascultăⓘ) este o formație de rock alternativ, fondată în anul 2000 în Belton / Temple, statul Texas Statele Unite ale Americii.

## Istoria formației

### Începutul. Passerby (2000 - 2003)
În prima parte a anului 2000, cântăreața Lacey Mosley l-a întâlnit pe toboșarul James Culpepper, alături de care a început să pună pe ritmuri de muzică rock versurile pe care le scrisese în adolescență. Cei doi au început să caute muzicieni tineri dispuși să formeze alături de ei un nou proiect muzical. În același an, chitariștii Jared Hartmann și Sameer Bhattacharya s-au alăturat grupului, anterior ei fiind membrii ai unei formații care se desființase recent. Conform spuselor lui Mosley „cei doi erau experimentați, știau să cânte bine la instrumentele lor (n.r. chitare). Noi toți am influențat proiectul în mod diferit, care s-a dovedit a fi un amestec între pasiunea noastră pentru muzică și speranța din inimile noastre, lucru care ne-a dat un sentiment minunat.”
În această formulă, grupul a concertat în statul american Texas în anii 2001 și 2002, folosind nume precum „Listen”, „Sporos”, „The Grove” și „Passerby”. Ultimul menționat a devenit numele oficial al formației, care avea să îi reprezinte pentru o perioadă de doar 2 ani. Basistul Pat Seals s-a alăturat grupului pe parcursul anului 2002 după ce a părăsit fosta sa formație, The Grove. Conform spuselor acestuia, „ușile erau deschise, s-a întâmplat ca eu să fiu la locul și momentul potrivit”.
Un disc EP, intitulat Broken Wings: Special Edition, produs fără sprijinul unei case de înregistrări a fost lansat în anul 2002. Două dintre cântecele incluse pe acest material discografic, „Breathe Today” și „Red Sam” au fost adăugate pe albumul de debut al formației, intitulat Flyleaf (2005). Două alte discuri EP au început să fie comercializate pe plan local în decursul anului 2003. Passerby EP și Broken Wings EP conțin înregistrări mai vechi ale formației dar și cântece noi precum „Cassie”, o piesă compusă în memoria unei studente ucise în timpul unui masacru care a avut loc în Liceul Columbine la data de 20 aprilie 1999. De îndată ce înregistrările au ajuns la o casă de discuri locală, numită Runt Entertainment, cele două părți au semnat un contract.

## Membrii formației
| Numele              | Activitatea    | Instrument                          |
| ------------------- | -------------- | ----------------------------------- |
| Lacey Mosley        | 2000 — 2012    | voce principală;                    |
| Sameer Bhattacharya | 2000 — prezent | chitară principală, voce secundară; |
| Jared Hartmann      | 2000 — prezent | chitară ritmică, voce secundară;    |
| Pat Seals           | 2000 — prezent | chitară bas, voce secundară;        |
| James Culpepper     | 2000 — prezent | Baterie, instrumente de percuție;   |
| Kristen May         | 2012 - prezent | voce principală                     |

## Discografie

### Albume de studio
- Flyleaf (2005)
- Memento Mori (2009)
- New Horizons (2012)
- Between the stars (2014)